# Chinedum Osuji
Chinedum Osuji (15 de diciembre de 1976) es un deportista trinitense que compitió en taekwondo. Ganó una medalla de bronce en los Juegos Panamericanos de 2007 en la categoría de –80 kg.

## Palmarés internacional
| Juegos Panamericanos | Juegos Panamericanos    | Juegos Panamericanos | Juegos Panamericanos |
| Año                  | Lugar                   | Medalla              | Categoría            |
| -------------------- | ----------------------- | -------------------- | -------------------- |
| 2007                 | Río de Janeiro (Brasil) | Medalla de bronce    | –80 kg               |